# Day6
 (juillet 2019).
Day6 (stylisé en majuscule, hangeul : 데이식스 ; RR : Deisigseu) est un boys band sud-coréen de rock originaire de Séoul, et formé en 2015 par JYP Entertainment. Le groupe est composé de quatre membres : Sungjin, Young K, Wonpil et Dowoon. Il débute officiellement le 7 septembre 2015 avec l'extended play, The Day.
À l’origine, le groupe comptait six membres. Junhyeok quitte le groupe en février 2016, et Jae le 31 décembre 2021.

## Biographie
En 2010, Young K, sous le nom de Brian Kang, fait partie d'un groupe appelé « Third Degree », créé à Toronto au Canada avec les autres membres Terry He et Don Lee. Ils font des prestations sur quelques scènes locales et postent des reprises de chansons sur la chaîne YouTube de Terry He. Young K et Don Lee sont ensuite repérés par JYP Entertainment, auditionnent, et sont sélectionnés en tant que stagiaires. Don quitte l'entreprise par la suite pour devenir dentiste.
En 2012, Jae participe à la première saison de la compétition de SBS K-Pop Star. Terminant à la sixième place, il signe par la suite un contrat exclusif avec JYP Entertainment aux côtés de la gagnante, Park Ji-Min et de la troisième Baek A-yeon.
JYP Entertainment avait d'abord annoncé le groupe sous le nom de 5Live, et composé de cinq membres : Sungjin, Jae, Young K, Junhyeok et Wonpil. La promotion du groupe commence en 2014, lorsqu'il apparaît dans le quatrième épisode de Who Is Next : Win, et réalise une chanson appelée Lovely Girl pour la bande originale de Pretty Man.
Courant 2015, Dowoon, le batteur, est ajouté au groupe, qui change de nom.
Day6 sort son premier extended play The Day le 7 septembre 2015.
Le 27 février 2016, JYP Entertainment annonce que Junhyeok quitte le groupe pour des raisons personnelles.  Day6 continue avec cinq membres et sort un deuxième extended play, Daydream, le 30 mars 2016.
Le 29 décembre 2016, Day6 annonce la sortie de deux chansons tous les 6 de chaque mois, de janvier à décembre 2017, un projet nommé Every Day6. 
Le 7 juin 2017, ils sortent leur premier album Sunrise. L'album contient quatorze pistes, incluant les douze chansons sorties entre janvier et juin 2017 avec le Every Day6, un remake de Letting Go et la version finale de Congratulations.
Le 6 décembre 2017, Day6 sort son deuxième album Moonrise. L'album contient la deuxième partie de Every Day6 de août à décembre 2017, plus quelques chansons de leur album The Day.
Le 6 février 2018, Day6 sort son premier clip vidéo japonais mais son début dans l'industrie japonaise s'officialise le 14 mars, en même temps que la sortie de leur single.
Le 31 août 2021, la première sous-unité de Day6, Even of Day et formée de Young K, Wonpil and Dowoon, fait ses débuts avec une extended play intitulée The Book of Us: Gluon.
Le 31 décembre 2021, JYP Entertainment annonce que Jae quitte le groupe,.

## Membres

### Membres actuels
| Nom de scène | Nom de scène | Nom de naissance | Nom de naissance | Date de naissance | Nationalité  | Positions                                   |
| Romanisé     | Coréen       | Romanisé         | Coréen           | Date de naissance | Nationalité  | Positions                                   |
| ------------ | ------------ | ---------------- | ---------------- | ----------------- | ------------ | ------------------------------------------- |
| Sungjin      | 성진         | Park Sung-jin    | 박성진           | 16 janvier 1993   | Sud-coréenne | Leader, chanteur principal et guitariste    |
| Young K      | 영케이       | Kang Young-hyun  | 강영현           | 19 décembre 1993  | Sud-coréenne | Rappeur principal, chanteur et bassiste     |
| Wonpil       | 원필         | Kim Won-pil      | 김원필           | 28 avril 1994     | Sud-coréenne | Chanteur secondaire, synthétiseur et visuel |
| Dowoon       | 도운         | Yoon Do-woon     | 윤도운           | 25 août 1995      | Sud-coréenne | Batteur et maknae (le plus jeune)           |

### Anciens membres
| Nom de scène | Nom de scène | Nom de naissance | Nom de naissance | Date de naissance | Nationalité         | Positions                                                      | Date de départ   |
| Romanisé     | Coréen       | Romanisé         | Coréen           | Date de naissance | Nationalité         | Positions                                                      | Date de départ   |
| ------------ | ------------ | ---------------- | ---------------- | ----------------- | ------------------- | -------------------------------------------------------------- | ---------------- |
| Jae          | 제이         | Park Jae-hyung   | 박제형           | 15 septembre 1992 | Américano/ Argentin | Chanteur, rappeur, guitariste principal et hyung (le plus âgé) | 31 décembre 2021 |
| Junhyeok     | 준혁         | Im Jun-hyeok     | 임준혁           | 17 juillet 1993   | Sud-coréenne        | Chanteur et clavier                                            | 27 février 2016  |

## Discographie

### EP
| Titre                                                                       | Détails de l'extended play                                                                               | Liste des titres | Classements | Classements |     | Ventes                                     |
| Titre                                                                       | Détails de l'extended play                                                                               | Liste des titres | COR         | MON         | FR  | Ventes                                     |
| --------------------------------------------------------------------------- | --- | --- | ----------- | ----------- | --- | ------------------------------------------ |
| The Day                                                                     | - Date de sortie : 7 septembre 2015 - Label : JYP Entertainment - Formats : CD, téléchargement numérique | 1. Freely (Free하게) 2. Out of My Mind (이상하게 계속 이래) 3. Congratulations 4. Habits (버릇이 됐어) 5. Like That Sun (태양처럼) 6. Colors | 6           | 2           | —   | - COR : plus de 10 257                     |
| Daydream                                                                    | - Date de sortie : 30 mars 2016 - Label : JYP Entertainment - Formats : CD, téléchargement numérique     | 1. First Time 2. Blood 3. Letting Go (놓아 놓아 놓아) 4. Sing Me 5. Wish (바래) 6. Hunt | 4           | 6           | —   | - COR : plus de 6 638                      |
| Sunrise                                                                     | - Date de sortie : 7 juin 2017 - Label : JYP Entertainment - Formats : CD, téléchargement numérique      | 1. Lean on Me (오늘은 내개) 2. I Smile (반드시 웃는다) 3. Man in a Movie 4. I Wait (아 왜) 5. How Can I Said (어떻게 말해) 6. Letting Go (놓아 놓아 놓아; Rebooted Version) 7. I Would (그럴 텐데) 8. Goodbye Winter (겨울이 간다) 9. I'm Serious (장난 아닌데) 10. Dance Dance 11. My Day 12. You Were Beautiful (예뻤어) 13. Congratulations (Final Version) | 4           | 6           | —   | - COR : plus de 48 935 - JAP : plus de 585 |
| Moonrise                                                                    | - Date de sortie : 6 décembre 2017 - Label : JYP Entertainment - Formats : CD, téléchargement numérique  | 1. Better Better 2. I Like You (좋아합니다) 3. What Can I Do (좋은걸 뭐 어떡해) 4. I'll remember (남겨둘게) 5. Whatever! (놀래!) 6. Be Lazy 7. Hi Hello 8. I Loved You 9. When You Love Someone (그렇더라고요) 10. All Alone (혼자야) 11. Pouring (쏟아진다) 12. I Need Somebody (누군가 필요해) 13. I'll try (노력해볼게요)                                   | 2           | 8           | —   | COR : plus 39 008                          |
| Shoot Me: Youth Part 1                                                      | - Date de sortie : 26 juin 2018 - Label : JYP Entertainment - Formats : CD, téléchargement numérique     | 1. WARNING! 2. Shoot Me 3. Somehow (어짜다 보니) 4. Feeling good 5. Talking To (혼잣말) 6. Still (원하니까) | 3           | 6           | 59  | - COR : plus de 31 863                     |
| Unlock (Album Japonais)                                                     | - Date de sortie : 17 octobre 2018 - Label : JYP Entertainment - Formats : CD, téléchargement numérique  | 1. Live Your Life 2. Breaking Down 3. Stop The Rain 4. Say Hello 5. Everybody Rock ! 6. I Just 7. Nobody Knows 8. Falling 9. If : Mata Aetara 10. Baby, It's Okey | —           | 21          | —   | - JAP : plus de 6 586                      |
| Remember Us: Youth Part 2                                                   | - Date de sortie : 10 décembre 2018 - Label : JYP Entertainment - Formats : CD, téléchargement numérique | 1. Hurt road (아픈 길) 2. Days gone by (행복했던 날들이었다) 3. Headache (두통) 4. 121U 5. So Cool (완전 멋지잖아) 6. Marathon (마라톤) 7. Beautiful Feeling | 3           | 10          | 139 | - COR : plus de 41 721                     |
| The Book of Us : Gravity                                                    | - Date de sortie : 15 juillet 2019 - Label : JYP Entertainment - Formats : CD, téléchargement numérique  | 1. For Me 2. Time of Our Life (한 페이지가 될 수 있게) 3. How to Love 4. Wanna Go Back (돌아갈래요) 5. Cover (포장) 6. Best Part | 1           | 9           | 85  | - COR : plus de 52 898                     |
| The Book of Us : Entropy                                                    | - Date de sortie : 22 octobre 2019 - Label : JYP Entertainment - Formats : CD, téléchargement numérique  | 1. Deep in Love 2. Sweet Chaos 3. Emergency 4. Rescue Me 5. 365247 6. About Now (지금쯤) 7. Ouch (아야야) 8. Not Fine 9. Stop Talking (막말) 10. Not Mine 11. Like a Flower Wind (마치 흘러가는 바람처럼) | 4           | 10          | 157 | - plus de 61 407                           |
| "—" indique que l'album ne s'est pas classé ou n'est pas sorti dans ce pays | | |             |             |     |                                            |

### Singles
| Titre                                                                       | Année | Meilleure position | Meilleure position | Ventes                 | Album   |
| Titre                                                                       | Année | COR                | MON                | Ventes                 | Album   |
| --------------------------------------------------------------------------- | ----- | ------------------ | ------------------ | ---------------------- | ------- |
| Congratulations                                                             | 2015  | 58                 | —                  | - COR : plus de 35 838 | The Day |
| "—" indique que l'album ne s'est pas classé ou n'est pas sorti dans ce pays |       |                    |                    |                        |         |

## Vidéographie

### Clips vidéo
| Année | Titre                                  | Album                      |
| ----- | -------------------------------------- | -------------------------- |
| 2015  | Congratulations                        | The Day                    |
| 2016  | Letting Go (놓아 놓아 놓아)            | Daydream                   |
| 2017  | I Wait (아 왜)                         | Sunrise                    |
| 2017  | You Were Beautiful (예뻤어)            | Sunrise                    |
| 2017  | How Can I Say (어떻게 말해)            | Sunrise                    |
| 2017  | I'm Serious (장난 아닌데)              | Sunrise                    |
| 2017  | Dance Dance                            | Sunrise                    |
| 2017  | I Smile (반드시 웃는다)                | Sunrise                    |
| 2017  | Hi Hello                               | Moonrise                   |
| 2017  | What Can I Do (좋은걸 뭐 어떡해)       | Moonrise                   |
| 2017  | I Loved You                            | Moonrise                   |
| 2017  | When You Love Someone (그렇더라고요)   | Moonrise                   |
| 2017  | All Alone (혼자야)                     | Moonrise                   |
| 2017  | I Like You (좋아합니다)                | Moonrise                   |
| 2018  | If We Meet Again (If ～また逢えたら～) | Unlock                     |
| 2018  | Shoot Me                               | Shoot Me : Youth Part 1    |
| 2018  | Stop The Rain                          | Unlock                     |
| 2018  | Breaking Down                          | Unlock                     |
| 2018  | Days Gone By (행복했던 날들이었다)     | Remember Us : Youth Part 2 |